# Nothosmyrnium xizangense
Nothosmyrnium xizangense là một loài thực vật có hoa trong họ Hoa tán. Loài này được Shan & T.S. Wang mô tả khoa học đầu tiên năm 1980.